# Ichthyodes lineigeroides
Ichthyodes lineigeroides är en skalbaggsart som beskrevs av Stefan von Breuning 1939. Ichthyodes lineigeroides ingår i släktet Ichthyodes och familjen långhorningar. Inga underarter finns listade i Catalogue of Life.